# Bunnlevel
 (mai 2025).
Bunnlevel est une census-designated place située dans le comté de Harnett, dans l’État de Caroline du Nord, aux États-Unis. Lors du recensement de 2020, elle comptait 516 habitants.